# Liaromorpha
Liaromorpha is een geslacht van rechtvleugeligen uit de familie sabelsprinkhanen (Tettigoniidae). De wetenschappelijke naam van dit geslacht is voor het eerst geldig gepubliceerd in 1994 door Gorochov.

## Soorten
Het geslacht Liaromorpha omvat de volgende soorten:
- Liaromorpha aspinosa Ingrisch, 1998
- Liaromorpha buonluoiensis Gorochov, 1994
- Liaromorpha natalicium Gorochov, 2007
- Liaromorpha nitida Ingrisch, 1998